# Vaccinium myrtillus
 (février 2014).
Espèce
Statut de conservation UICN

 LC  : Préoccupation mineure
La Myrtille (Vaccinium myrtillus) est une espèce de sous-arbrisseaux de la famille des Éricacées qui produit des fruits également appelés myrtilles, appartenant au groupe des airelles.
La Myrtille est un vigoureux sous-arbrisseau vivace et rampant, de 20 à 60 cm, que l'on trouve en Eurasie et en Amérique du Nord et qui forme des fourrés nains en dressant des rameaux serrés aux tiges vertes à section triangulaire.

## Habitats
Elle croît jusqu'à 2 500 m d'altitude dans les forêts de conifères, les bois clairs, les landes et les tourbières, associée aux plantes acidophiles.

## Statuts de protection, menaces
L'espèce n'est pas encore évaluée à l'échelle mondiale par l'UICN. En Europe et en France elle est classée comme non préoccupante . Toutefois localement l'espèce peut se raréfier : elle est considérée Quasi menacée (NT), proche du seuil des espèces menacées ou qui pourrait être menacée si des mesures de conservation spécifiques n'étaient pas prises, dans les régions Picardie, Îles-de-France et Nord-Pas-de-Calais.

## Dénominations

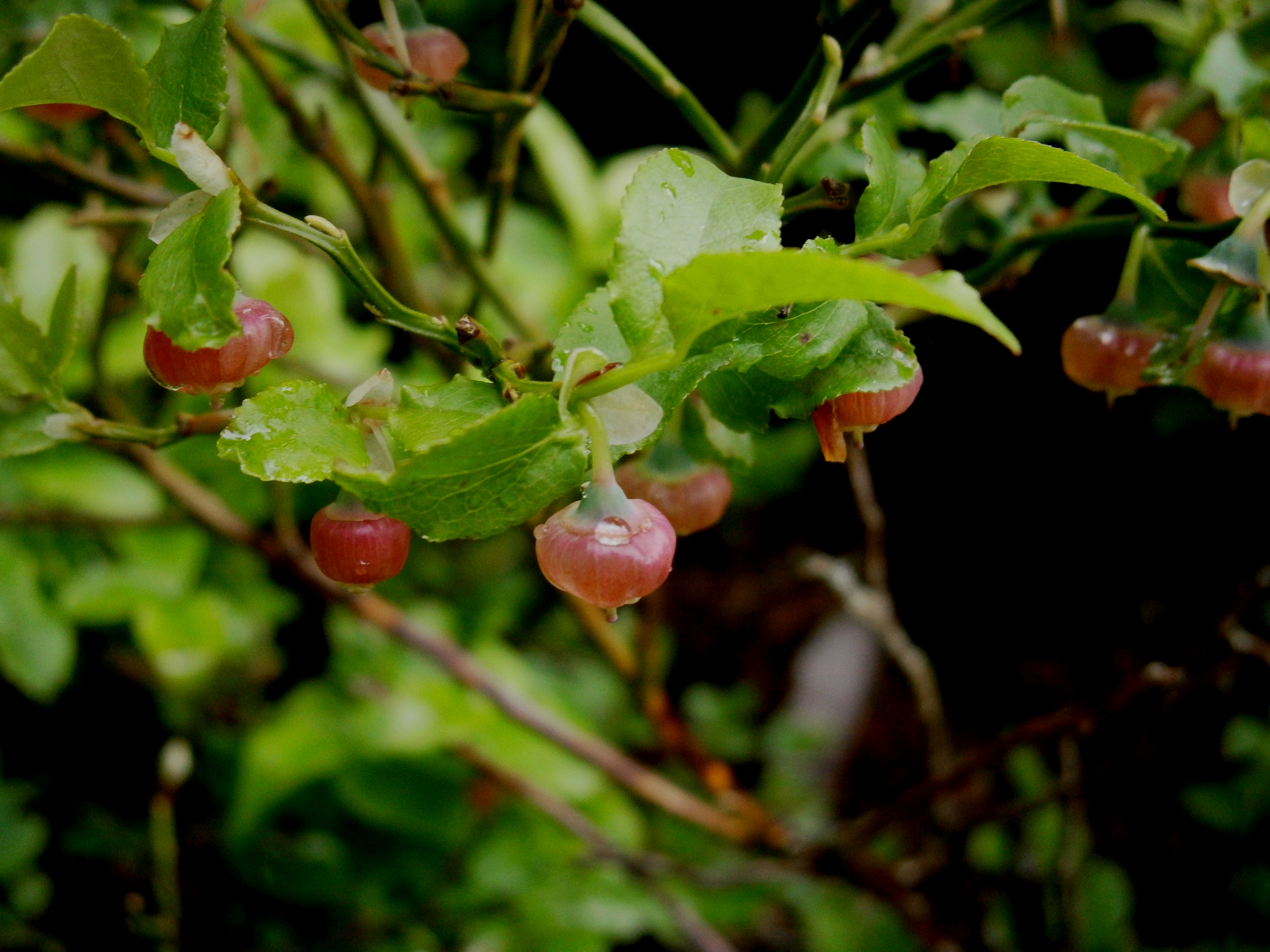
Myrtilles

Le nom de myrtille, qui désigne aussi bien le végétal que son fruit, se rapporte à l'origine uniquement à Vaccinium myrtillus, mais l'appellation de myrtille s'est étendue à d'autres espèces, notamment américaines, qui ont pu être développées en culture.
La Myrtille commune porte de nombreux autres noms vernaculaires régionaux : airelle myrtille, gueule noire, mauret, mouret, brimbelle, raisin des bois, bleuet ou bluet. La plante est parfois appelée myrtillier ou arbrêtier.
Étymologiquement, la myrtille est un myrte de petite taille, du latin myrtus lui-même issu du grec murtos. Malgré leur vague ressemblance, le myrte et la myrtille n'ont pas de proche parenté biologique.

## Description

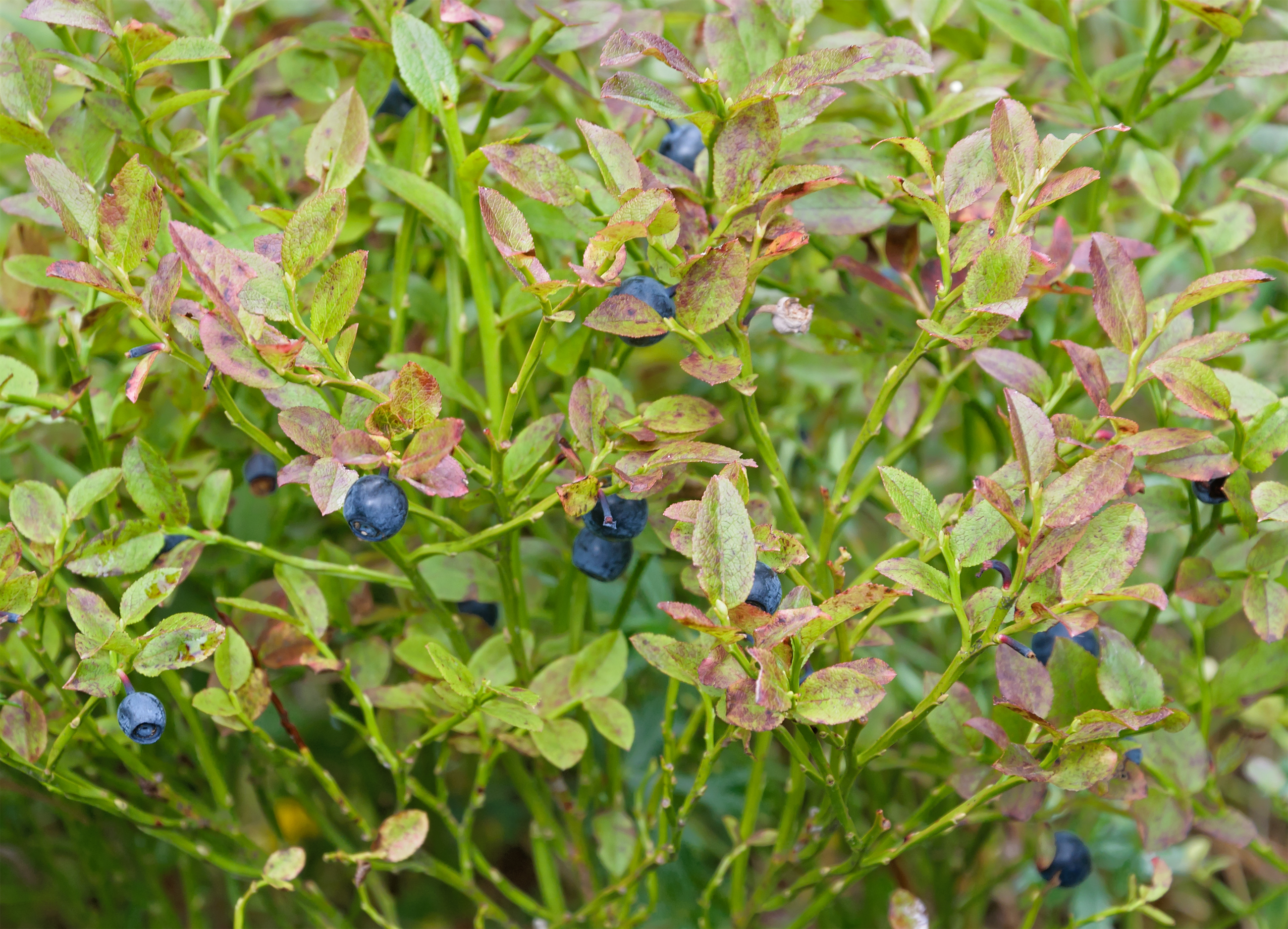
Myrtilles sauvages en Haute-Savoie

Les feuilles caduques, de 15 à 40 mm de long, sont ovales, finement dentées, luisantes, vert vif et rougissent en automne.
D'avril à juillet, s'épanouissent les fleurs de 3 à 6 mm de long, campanulées et pendantes, de couleur pâle, rosâtre ou verdâtre, axillaires, solitaires ou réunies par paire. En Belgique, elles sont visitées principalement par des reines de bourdons (Bombus pascuorum, B. cryptarum, B. pratorum, B. lucorum), d'autres hyménoptères dont l'abeille domestique et une série de syrphides (Jacquemart, 1993).
Les fruits sont des baies globuleuses de 6 à 10 mm de diamètre, qui, d'abord vertes, deviennent violettes puis bleu noir.

## Liste des sous-espèces et variétés
Selon Tropicos (29 janvier 2014) (Attention liste brute contenant possiblement des synonymes) :
- Vaccinium muralis subsp. myrtillus
- Vaccinium myrtillus subsp. dostalii Dostál
- Vaccinium myrtillus subsp. myrtillus
- Vaccinium myrtillus subsp. oreophilum (Rydb.) Á. Löve, D. Löve & B.M. Kapoor
- Vaccinium myrtillus var. microphyllum Hook.
- Vaccinium myrtillus var. myrtillus
- Vaccinium myrtillus var. oreophilum (Rydb.) Dorn

## Histoire
En Ardenne belge, la cueillette et le commerce des myrtilles (Vaccinium myrtillus) étaient couramment pratiqués aux XIXe et XXe siècles (Hoyois, 1949-1953).
Les myrtilles étaient destinées à la vente au détail, à la distillerie, à la coloration des vins, à la fabrication de confitures et de pâtisseries. Les villageois en conservaient aussi pour leurs besoins personnels, notamment dans leur pharmacopée en raison de leurs vertus principalement anticolibacillaire, mais aussi circulatoire, antidiabétique et diurétique.
Sur ces hauts plateaux, la cueillette des myrtilles commençait la deuxième semaine de juillet et durait un mois. Les baies étaient cueillies par les femmes et les enfants, souvent au moyen de peignes.
D’après la tradition orale, la récolte était en moyenne de 50 kilos par jour et par personne (C. Legros, com. pers.). Le produit, vendu en ville, a même été exporté vers la Grande-Bretagne ; où les fruits fournissaient des produits colorants. Les cours des halles de Londres ou de Manchester étaient communiqués à Zeebruges (Hesmans, 1926).
Le prix des myrtilles variait au cours de la saison et d’une année à l’autre, suivant l’abondance et la qualité de la récolte, la demande du marché anglais et la concurrence des grossistes. Au XIXe siècle, une cueilleuse pouvait gagner jusqu’à 25 et 30 francs par jour, équivalant à peu près au prix de deux jambons fumés (Courtois, 1828 ; Hoyois, 1949-1953). Quand la vente était rentable, il n’était pas rare que des hommes quittent leur travail pour aller ainsi « aux myrtilles » (Hesmans, 1926).
La cueillette et le commerce des myrtilles ont cependant disparu progressivement après les années 1950. Les raisons principales de ce déclin sont la raréfaction des populations de myrtille due aux reboisements en épicéa, qui ne laissent pas filtrer de lumière en suffisance, et l'instauration des congés payés en 1936, qui apportèrent un supplément de rentrées financières aux salariés, les dispensant peu à peu de ce travail saisonnier (Jacquemart et al., 2008).

### Production
| 1                | États-Unis | 255 050 |
| 2                | Canada     | 164 205 |
| 3                | Pérou      | 94 805  |
| 4                | Espagne    | 43 516  |
| 5                | Mexique    | 40 251  |
| 6                | Pologne    | 25 301  |
| 7                | Allemagne  | 12 764  |
| 8                | Portugal   | 10 638  |
| 9                | Pays-Bas   | 10 257  |
| 10               | France     | 9 127   |
| Source : FAOSTAT |            |         |

## Utilisations

### Des fruits en alimentation
Les baies, sucrées, sont mangées fraîches ou sont utilisées dans diverses recettes. Leurs propriétés gustatives, nutritionnelles et médicinales sont développées dans l'article sur le fruit.
La confusion accidentelle avec les baies toxiques de Belladone s'est déjà produite.

### De la plante pour la santé
Les racines et les feuilles contiennent des substances diurétiques, désinfectantes et astringentes et sont utilisées en phytothérapie pour des compresses, bains de pieds, gargarismes ou lotions. Les liens entre la consommation de myrtille et la santé des yeux sont un sujet à controverse. Bien que les dernières études de 2005-2006 menées sur 72 puis 59 personnes aient conclu qu'il n'y avait aucun lien à propos de l'amélioration de la vision nocturne ou le temps d'adaptation à l'obscurité (mais cependant une amélioration du temps de récupération après éblouissement), une nouvelle étude de 2019 (sur 12 individus seulement néanmoins) expose des résultats montrant une amélioration du temps d'adaptation à l'obscurité.

### Autres utilisations
Les fruits de la myrtille servaient autrefois à teindre les vêtements d'une couleur bleu-violet. Ils servaient également, particulièrement en Scandinavie à teinter le vin. [réf. nécessaire]

## Myrtille dans la culture populaire
Dans le langage des fleurs, la myrtille signifie que l'on recherche la solitude.

## Calendrier
Le 29e jour du mois de germinal dans le calendrier républicain (généralement le 18 avril) est officiellement dénommé jour de la Myrtille.

### Biographie
- Hoyois, G. 1949-1953. L'Ardenne et l'Ardennais, l'évolution économique et sociale d'une région. Culture et Civilisation, Bruxelles, 983 p.
- Jacquemart A.-L. 1993. Floral visitors of Vaccinium species in high Ardenne, Belgium. Flora 188: 263-273.
- Jacquemart A.-L., Angenot A., De Sloover JR, Iserentant I. 2008. La réserve naturelle domaniale du plateau des Tailles et ses milieux tourbeux. Approches géographique, historique et biologique. Glain et Salm, 62, 130p.
- Liliane Nicolas et Christian Giroux, « La myrtille sauvage, trésor de nos montagnes », Les cahiers du Mézenc, Privas, t. cahier n° 27,‎ 4 août 2015
- Richard Bonin, « La myrtille sauvage en Ardèche, savoir-faire et histoire locale : dans cahier consacré aux activités humaines en forêt ardéchoise », Cahier de Mémoire d'Ardèche et Temps Présent, no 162,‎ 15 mai 2023

#### Bases taxonomiques
- (en) JSTOR Plants : Vaccinium myrtillus  (consulté le 29 janvier 2014)
- (fr) Belles fleurs de France : Vaccinium myrtillus (consulté le 29 janvier 2014)
- (en) Flora of North America : Vaccinium myrtillus  (consulté le 29 janvier 2014)
- (en) Flora of China : Vaccinium myrtillus  (consulté le 29 janvier 2014)
- (en) GRIN : espèce Vaccinium myrtillus  L. (consulté le 29 janvier 2014)
- (fr + en) ITIS : Vaccinium myrtillus  L. (consulté le 29 janvier 2014)
- (en) NCBI : Vaccinium myrtillus (taxons inclus) (consulté le 29 janvier 2014)
- (fr) Tela Botanica (France métro) : Vaccinium myrtillus  L. (consulté le 29 janvier 2014)
- (en) The Plant List : Vaccinium myrtillus L.  (source : Tropicos.org) (consulté le 29 janvier 2014)
- (en) Tropicos : Vaccinium myrtillus L.  (+ liste sous-taxons) (consulté le 29 janvier 2014)

#### Autres liens externes
- Dossier de presse : Marché de la Myrtille 2013, publication du Parc Naturel Régional des Monts d’Ardèche et de l'Association « La Myrtille Sauvage d’Ardèche »